# الجبل (فلم 2012)
الجبل (بالتركية: Dağ) هو فيلم دراما تم إنتاجه في تركيا وصدر سنة 2012 بطولة تشاغلار ارطغول وجنكيز جوكشون.

## القصة
يجب على جنديان تركيان مجندان، أحدهما شاب ثري متعلم، والآخر ذكي خشن في الشوارع، يجب أن يضعا خلافاتهما جانباً وأن الثقة ببعضهما البعض من أجل البقاء على قيد الحياة في وضع لا يرحم.

## روابط خارجية
- مقالات تستعمل روابط فنية بلا صلة مع ويكي بيانات